# ATP Challenger Sutton
Der ATP Challenger Sutton (offiziell: Sutton Challenger) war ein Tennisturnier, das 1984 einmal im London Borough of Sutton, einem Stadtbezirk von London, stattfand. Es gehörte zur ATP Challenger Tour und wurde im Freien auf Sand gespielt.

## Liste der Sieger

### Einzel
| Jahr | Sieger        | Finalgegner | Ergebnis      |
| ---- | ------------- | ----------- | ------------- |
| 1984 | David Mustard | Steve Shaw  | 3:6, 6:4, 6:2 |

### Doppel
| Jahr | Sieger                    | Finalgegner                     | Ergebnis      |
| ---- | ------------------------- | ------------------------------- | ------------- |
| 1984 | Mark Kratzmann Simon Youl | Stanislav Birner Broderick Dyke | 4:6, 6:3, 6:4 |